# 監生
監生（かんせい）とは、明・清代の中国において現在の国立大学に当たる国子監の学生、および学生の身分を入手した人物を指す。明代と清代では、その分類に差があり、明代には挙監・貢挙・廕監・例監の4種類に分けられ、清代も同様に恩監・蔭監・優監・例監という四つの分類がなされていた。

## 明代
挙監科挙の第二試験に当たる会試に落第した挙人の中から、アカデミーに当たる翰林院から特別に選抜されて入学を認められた者を指す。「挙監生」ともいう。
貢監貢生の身分を持って入学を認められたものである。「貢監生」ともいう。
例監財政難に陥った国家が特別に監生の地位を金銭で売り出したものを入手して地位を得たものを指す。「例監生」「附監」「増監」とも言う。科挙を受験して役職につく正規のルートとは異なり、金銭によってそのルートを短縮しようとしたと看做されるため、しばしば卑しまれた。清代にも存在した。
廕監（廕生）生前に高位を与えられた、あるいは戦役などで殉職した大臣・官吏の子孫に恩典を与えて特別に入学を許可されたものを指す。清代にも存在した。

## 清代
恩監漢軍八旗の中の文官職にあるもの、満州人の算学職、試験によって国子監に入学した漢人、大臣・顕官の末裔などの出身者を総称したものを指す。「恩監生」とも。
優監三年ごとに各省の学政、総督、巡撫等が自らの責任において試験を行うことによって、学業にすぐれた附生（科挙の最初の試験である郷試に合格していない者）を国子監に入学させたものをさす。「優監生」とも。
清代の廕監は、更に恩廕と難廕に二分され、恩廕は文官京四品、外三品以上，武官二品以上の満漢人、清の皇室と縁戚にあるものを皇帝の恩典として、国子監に入学させたものを指し、難廕は公務中に死亡した、三年以上三品以上の官職にあった者、三司首領、または戦死した武官の子弟の中から入学させた者を指す。